# صفوان بن عمرو
صفوان بن عمرو بن هرم السكسكي، وكنيته أبو عمرو، من أئمة الحديث وهو ثقة. يعد محدث حمص مع حريز بن عثمان، مات سنة خمس وخمسين ومائة وقد جاوز الثمانين.

## روايته للحديث النبوي
- حدث عن : عبد الله بن بسر المازني وأمه أم هجرس بنت عوسجة المقرائي - وجبير بن نفير وراشد بن سعد وخالد بن معدان وعبد الرحمن بن عائد الثمالي وأيفع بن عبد الكلاعي وحجر بن مالك الكندي وعبد الرحمن بن جبير بن نفير وعبد الرحمن بن أبي عوف الجرشي وعقيل بن مدرك الخولاني وعكرمة مولى ابن عباس وسليم بن عامر الخبائري وأبي اليمان عامر بن عبد الله بن لحي الهوزني وحوشب بن سيف السكسكي ويزيد بن خمير الرحبي وخلق كثير غير مشهورين.
- حدث عنه : معاوية بن صالح الحضرمي وإسماعيل بن عياش وعيسى بن يونس وبقية بن الوليد وابن المبارك والوليد بن مسلم ومحمد بن حمير ومروان بن سالم وأبو المغيرة الخولاني وأبو اليمان ويحيى البابلتي وخلق سواهم. [2]

## أقوال العلماء فيه
الجرح والتعديل
- أبو حاتم الرازي : ثقة، لا بأس به.
- أبو حاتم بن حبان البستي : أدرك أبا أمامة وهو صغير.
- أحمد بن حنبل : ليس به بأس.
- أحمد بن شعيب النسائي : ثقة.
- أحمد بن صالح الجيلي : ثقة.
- ابن حجر العسقلاني : ثقة.
- الذهبي : وثقوه.
- دحيم الدمشقي : ثقة.
- عمرو بن علي الفلاس : ثبت في الحديث.
- محمد بن سعد كاتب الواقدي : ثقة مأمون..
- محمد بن عبد الله المخرمي : وثقة.
- يحيى بن معين : أثنى عليه خيرا، وفي رواية ابن محرز قال: ليس به بأس.